# Dendroalsia abietina
Dendroalsia abietina är en bladmossart som beskrevs av Britton in Brotherus 1909. Dendroalsia abietina ingår i släktet Dendroalsia och familjen Leucodontaceae. Inga underarter finns listade i Catalogue of Life.